# Прихід (село)
Прихі́д — село в Україні, у Звягельському районі Житомирської області. Населення становить 82 осіб.

## Історія
Колишня назва Приход,до 1921 року хутір Кисорицької волості Овруцького повіту Волинської губернії. Відстань від повітового міста 154 версти, від волості 32. Дворів 8, мешканців 41.